# Karoocapsus
Karoocapsus is een geslacht van wantsen uit de familie van de Miridae (Blindwantsen). Het geslacht werd voor het eerst wetenschappelijk beschreven door Schuh in 1974.

## Soorten
Het genus bevat de volgende soorten:

- Karoocapsus bifasciatus Schuh, 1974
- Karoocapsus brunneus Schuh, 1974
- Karoocapsus flavomaculatus Schuh, 1974
- Karoocapsus middelburgensis Schuh, 1974
- Karoocapsus obscurus Schuh, 1974
- Karoocapsus occidentalis Schuh, 1974
- Karoocapsus pulchrus Schuh, 1974
- Karoocapsus trifasciatus Schuh, 1974